# Antoine de Noailles
Antoine, 1st comte de Noailles, francoski admiral in veleposlanik, * 1504, † 1562.
V letih 1553–1556 je bil francoski veleposlanik v Angliji.